# 그리스와 덴마크의 공주 알렉산드라
그리스와 덴마크의 공주 알렉산드라(그리스어: Александра Георгиевна, 1870년 8월 30일 ~ 1891년 9월 12일)는 그리스의 왕족이자 러시아 제국의 황족이었다. 그녀는 그리스의 요르요스 1세와 러시아의 올가 콘스탄티노브나 여대공의 딸이었다. 그녀는 출산 합병증으로 사망했다.